# Райкин, Борис Самойлович
Бори́с Самойлович (Самуилович) Ра́йкин (1924—1994) — российский театральный режиссёр и актёр, педагог. Закончил театральную студию под руководством народного артиста СССР В. В. Меркурьева в 1948 году. Работал в ряде театров Брянска, Новосибирска, Кургана. Последние годы жизни провёл вместе с женой актрисой Людмилой Темиряевой в доме ветеранов сцены в Ленинграде.

## Биография
Окончил театральную студию. Работал в театрах Урала и Сибири (в том числе в Курганском театре драмы), художественный руководитель Иркутского театрального училища, главный режиссёр Иркутского академического драматического театра им. Н. П. Охлопкова.
Троюродный брат народного артиста СССР Аркадия Исааковича Райкина.